# Cytheropteron bremani
Cytheropteron bremani is een mosselkreeftjessoort uit de familie van de Cytheruridae. De wetenschappelijke naam van de soort is voor het eerst geldig gepubliceerd in 2006 door Wilson.